# Арих Анпин
Арих Анпин (арамейский: אריך אנפין, что означает «Вытянутое лицо/Удлинённое лицо», подразумевается «Бесконечно Терпеливый») — аспект Божественной эманации в Каббале. Левый парцуф сфиры кетер. Бесконечно простирающийся вниз источник божественного сострадания.
В книге Зогар, раскрывающей роль Арих Анпина в процессе творения души, Арих Анпин является макроскопическим эквивалентом Зеир Анпина (Микропросопуса) в сфиротическом древе жизни. 
В лурианской доктрине XVI века — Арих Анпин один из шести Первичных парцуфим (Божественных Лиц), часть космического процесса Исправления (Тиккун). Лурианская каббала вместо линейной средневеково-каббалистической иерархии жизненной силы в процессе творения предложила динамические процессы взаимовключения, аналогичные заключению души в низшее тело. Таким образом, в лурианской каббале парцуф Арих Анпин имманентно нисходит через все уровни Творения как скрытый субстрат Божественного намерения, хотя и в постепенно более скрытой форме.
Арих Анпин определяется как родственный, но трансцендентный парцуфу Атик Йомин («Ветхий денми»), синоним внутреннего Божественного Наслаждения, «Воли Воли/Первичной Воли», самой изначальной причины Творения.

## Двепарцуфим-конфигурации и три рейшин-головы в кетер-короне
Сфира Кетер (надсознательная Божественная «Корона») развивается в два парцуфа (Конфигурации):
- Арих Анпин, её внешняя протяженность «Воля» (ивр. רצון‎,  «Рацо́н»)
- Атик Йомин («Ветхий денми»), её внутреннее мотивирующее Божественное «Наслаждение» (ивр. תענוג‎, «Таануг»).

В хасидской мысли, поскольку человек рассматривается как «созданный по образу и подобию Божественному», Божественность воспринимается через психологическое осознание Божественных «Сил Души Человека» (ивр. כוחות הנפש‎, «Кохот ха-Нефеш»).
В каббале исследуется функциональная роль сфирот и парцуфим в создании Творения.
Семь нижних эмоциональных сфирот Зеир Анпина заключены в Арих Анпин. Три верхние интеллектуальные сфиры Атик Йомина, превосходящие Арих Анпин, являются Божественным источником «Веры» ( ивр. אמונה‎, «Эмуна») через сущностное единство с сущностью души.
Три уровня, возникающие в результате наложения двух парцуфим сфиры кетер, образуют три головы( Рейшин) кетер. Процесс исправления мира Ацилут по принципу Лурианского Тиккуна начинается с Кетер — «Короны». Венец мира — это его главная «голова», о которой в книге Зоар говорится: «Когда глава/лидер народа очищается, весь народ очищается». Три головы сфиры кетер в духовном мире Ацилут:
- Рейша д’ло Итьяда, аббревиатура RADL"A, («Непознаваемая Голова»), Единство, источник сущностной веры
- Рейша д’Эйин («Голова Небытия» —Эйин), источник внутренней мотивации, бессознательного Восторга
- Рейша д’Арих («Расширенная/Бесконечная Голова»), ведущая Арих Анпин, внешнее нисходящее расширение Воли.

Сознание мира Ацилут (эманации высшего из Четырех Миров) всё ещё полностью аннулировано в своем Божественном источнике и не воспринимает никакого собственного существования. Только в трёх низших Мирах Творение ощущает постепенную степень независимости от Бога. Там, где низшее Творение воспринимает множественность в Божественности, Ацилут воспринимает только полное Божественное Единство. Следовательно, любое раскрытие Божественности во множественных категориях: 10 Сефирот, 12 Парцуфим, 2 формы Божественного Света, 2 Парцуфим и 3 Головы в Кетер, 4 буквы Тетраграмматона, 5 уровней души, 13 Атрибутов Милосердия и т. д. — это лишь кажущаяся перспектива снизу. Каббала учит, что Божественность проявляет себя через любые числа, сохраняя при этом Вездесущность с точки зрения Высшего Божественного Единства. После явления Цимцум (Божественного сокращения) Творение обретает свою собственную перспективу, тогда Божественность может проявиться через множественность. Согласно каббале все подобные формы прослеживаются до своего изначального источника в бесконечном свете Бога до Цимцума, возвращаются в своё состояние абсолютного Единства. Каббала неоднократно подчёркивает необходимость освободить свои антропоморфные метафоры от любых ложных, телесных коннотаций. Связь между Богом и Его атрибутами подчёркивается в книге Зогар в разделе «Патах Элияху»: «Ты един, но не числом… Всё это для того, чтобы показать, как Ты управляешь миром, а не то, что у Тебя есть… какие-либо из этих атрибутов вообще». В Каббале парадоксальное восприятие абсолютного Божественного Единства во множественности считается подсознательно присущем душам Израиля, которые укоренены в Ацилут. Души других народов возвышаются до этого восприятия посредством следования Семи законам Ноя.

## Тринадцать качеств милосердия
Термин Арих Анпин восходит к еврейскому выражению Эрех Апаим («медленный на гнев» — буквально «длинный нос»), одного из Тринадцати Атрибутов Милосердия (Исх. 34:6, 7). Арих («длинный») подразумевает бесконечное расширение Божественной Воли в Творении, в то время как «длинный нос» также подразумевает «длинное дыхание» (противоположность нетерпеливому «короткому дыханию»). Арих Анпин символизирует проявление бесконечного терпения и милосердия. Тринадцать принципов Божественного милосердия символизируются в Каббале тринадцатью частями Дикны («Бороды») Арих Анпина, каждая из которых является каналом исправления (Тикунай Дикна). «Волосы» бороды символизируют Цимцум (Сжатие), индивидуальные способности сжимать бесконечный свет Арих Анпина так, чтобы он мог быть воспринят низшим Творением. Седьмая (средняя часть) из тринадцати атрибутов милосердия (в’эмет — «истина» в перечислении Каббалы) — это «щёки/лицо» Арих Анпина, не покрытые «волосами»; свет Арих Анпина, сияющий без стеснения.

## Арих Анпин— Длинное Лицо иЗеир Анпин— Короткое Лицо
Арих Анпин (Макропросопус) направляет Божественный Интеллект и эмоции. В параллельном меньшем процессе Зеир Анпин (Микропросопус) действует как откровение Божественного Наслаждения и Воли через Даат (сфиру «Знание», низший аналог Кетер) в эмоциональное выражение. Конечное воплощение творения в действие происходит через Нукву («Женский» парцуф в сфире Малхут). Кетер и Даат являются двумя измерениями одного и того же принципа, они попеременно перечислены среди 10 сфирот, становясь Даат Элион и Даат Тахтон (Высшее, скрытое Знание и Низшее, открытое Знание).